# Manuel Gomes da Nóbrega
Manuel Gomes da Nóbrega (São Francisco do Sul,  — ) foi um político brasileiro.
Foi deputado à Assembleia Legislativa de Santa Catarina na 12ª legislatura (1925 — 1927) e na 13ª legislatura (1928 — 1930).